# Coppa Libertadores 2018 (fase a eliminazione diretta)
La fase a eliminazione diretta della Coppa Libertadores 2018 è disputata dal 7 agosto 2018 al 9 dicembre 2018. Entrambe le partite della finale hanno subito dei rinvii. Quella di andata, prevista il 10 novembre, ha subito un rinvio di 24 ore a causa del maltempo. Quella di ritorno era prevista il 24 novembre 2018 ma a causa di scontri è stata prima rinviata al giorno successivo e poi rinviata al 9 dicembre 2018, quando si è disputata allo Stadio Santiago Bernabéu di Madrid (per la prima volta nella sua storia la finalissima si è giocata fuori dal continente sudamericano). A questa fase della competizione hanno partecipato 16 club: le due semifinaliste vincenti si sono affrontate in una doppia finale andata e ritorno.

## Date
| Turno            | Andata                     | Ritorno                 |
| ---------------- | -------------------------- | ----------------------- |
| Ottavi di finale | 7, 8, 9 e 21 agosto 2018   | 28, 29 e 30 agosto 2018 |
| Quarti di finale | 18, 19 e 20 settembre 2018 | 2, 3 e 4 ottobre 2018   |
| Semifinali       | 23 ottobre 2018            | 1º novembre 2018        |
| Finale           | 10 novembre 2018           | 9 dicembre 2018         |

## Formato
Partecipano alla fase a eliminazione diretta i 16 club che si sono classificati al primo o al secondo posto nei rispettivi gruppi della fase a gironi della Coppa Libertadores.
Ogni turno della fase a eliminazione diretta viene disputato in gara doppia (andata e ritorno), in modo che ogni squadra possa giocare una gara in casa. Si qualifica al turno successivo la squadra che nel computo totale realizza più gol. Se il risultato complessivo è di parità, viene applicata la regola dei gol in trasferta, grazie alla quale si qualifica la squadra che ha realizzato più reti fuori casa. Se permane la parità anche in questo caso, si disputano due tempi supplementari della durata totale di 30 minuti. La regola dei gol in trasferta viene nuovamente applicata dopo i tempi supplementari (vale a dire che, se il punteggio cambia durante i tempi supplementari e il risultato complessivo tra andata e ritorno è ancora di parità, si qualifica al turno successivo la squadra ospite in virtù del maggior numero di gol realizzati in trasferta). Se non viene realizzata alcuna rete nei tempi supplementari, il passaggio del turno viene deciso dai tiri di rigore.

## Squadre
| Legenda                                 |
| --------------------------------------- |
| Finalisti della Coppa Libertadores 2018 |
| Semifinalisti                           |
| Eliminati ai quarti di finale           |
| Eliminati agli ottavi di finale         |

| Squadre           |
| ----------------- |
| Palmeiras         |
| Grêmio            |
| Libertad          |
| River Plate       |
| Cruzeiro          |
| Corinthians       |
| Atlético Nacional |
| Santos            |

| Squadre          |
| ---------------- |
| Cerro Porteño    |
| Racing Club      |
| Flamengo         |
| Independiente    |
| Atl. Tucumán     |
| Boca Juniors     |
| Estudiantes (LP) |
| Colo-Colo        |

### Tabellone
|  | Ottavi di finale  | Ottavi di finale  | Ottavi di finale | Ottavi di finale |   |               | Quarti di finale | Quarti di finale | Quarti di finale | Quarti di finale |                   |   | Semifinali | Semifinali | Semifinali | Semifinali |              |   | Finale | Finale | Finale | Finale |
|  |                   |                   |                  |                  |   |               |                  |                  |                  |                  |                   |   |            |            |            |            |              |   |        |        |        |        |
|  | Boca Juniors      | 2                 | 4                | 6                |   |               |                  |                  |                  |                  |                   |   |            |            |            |            |              |   |        |        |        |        |
|  | Libertad          | 0                 | 2                | 2                |   |               |                  |                  |                  |                  |                   |   |            |            |            |            |              |   |        |        |        |        |
|  | Libertad          | 0                 | 2                | 2                |   | Boca Juniors  | 2                | 1                | 3                |                  |                   |   |            |            |            |            |              |   |        |        |        |        |
|  |                   |                   |                  |                  |   | Boca Juniors  | 2                | 1                | 3                |                  |                   |   |            |            |            |            |              |   |        |        |        |        |
|  |                   | Cruzeiro          | 0                | 1                | 1 |               |                  |                  |                  |                  |                   |   |            |            |            |            |              |   |        |        |        |        |
|  | Flamengo          | Cruzeiro          | 0                | 1                | 1 | 0             | 1                | 1                |                  |                  |                   |   |            |            |            |            |              |   |        |        |        |        |
|  | Flamengo          |                   |                  |                  |   | 0             | 1                | 1                |                  |                  |                   |   |            |            |            |            |              |   |        |        |        |        |
|  | Cruzeiro          | 2                 | 0                | 2                |   |               |                  |                  |                  |                  |                   |   |            |            |            |            |              |   |        |        |        |        |
|  | Cruzeiro          | 2                 | 0                | 2                |   |               |                  |                  |                  |                  | Boca Juniors      | 2 | 2          | 4          |            |            |              |   |        |        |        |        |
|  |                   |                   |                  |                  |   |               |                  |                  |                  |                  |                   | 2 | 2          | 4          |            |            |              |   |        |        |        |        |
|  |                   | Palmeiras         | 0                | 2                | 2 |               |                  |                  |                  |                  |                   |   |            |            |            |            |              |   |        |        |        |        |
|  | Colo-Colo (gfc)   | Palmeiras         | 0                | 2                | 2 | 1             | 1                | 2                |                  |                  |                   |   |            |            |            |            |              |   |        |        |        |        |
|  | Colo-Colo (gfc)   |                   |                  |                  |   | 1             | 1                | 2                |                  |                  |                   |   |            |            |            |            |              |   |        |        |        |        |
|  | Corinthians       | 0                 | 2                | 2                |   |               |                  |                  |                  |                  |                   |   |            |            |            |            |              |   |        |        |        |        |
|  | Corinthians       | 0                 | 2                | 2                |   | Colo-Colo     | 0                | 0                | 0                |                  |                   |   |            |            |            |            |              |   |        |        |        |        |
|  |                   |                   |                  |                  |   | Colo-Colo     | 0                | 0                | 0                |                  |                   |   |            |            |            |            |              |   |        |        |        |        |
|  |                   | Palmeiras         | 2                | 2                | 4 |               |                  |                  |                  |                  |                   |   |            |            |            |            |              |   |        |        |        |        |
|  | Cerro Porteño     | Palmeiras         | 2                | 2                | 4 | 0             | 1                | 1                |                  |                  |                   |   |            |            |            |            |              |   |        |        |        |        |
|  | Cerro Porteño     |                   |                  |                  |   | 0             | 1                | 1                |                  |                  |                   |   |            |            |            |            |              |   |        |        |        |        |
|  | Palmeiras         | 2                 | 0                | 2                |   |               |                  |                  |                  |                  |                   |   |            |            |            |            |              |   |        |        |        |        |
|  | Palmeiras         | 2                 | 0                | 2                |   |               |                  |                  |                  |                  |                   |   |            |            |            |            | Boca Juniors | 2 | 1      | 3      |        |        |
|  |                   |                   |                  |                  |   |               |                  |                  |                  |                  |                   |   |            |            |            |            |              | 2 | 1      | 3      |        |        |
|  |                   | River Plate (dts) | 2                | 3                | 5 |               |                  |                  |                  |                  |                   |   |            |            |            |            |              |   |        |        |        |        |
|  | Independiente     | River Plate (dts) | 2                | 3                | 5 | 3             | 0                | 3                |                  |                  |                   |   |            |            |            |            |              |   |        |        |        |        |
|  | Independiente     |                   |                  |                  |   | 3             | 0                | 3                |                  |                  |                   |   |            |            |            |            |              |   |        |        |        |        |
|  | Santos            | 0                 | 0                | 0                |   |               |                  |                  |                  |                  |                   |   |            |            |            |            |              |   |        |        |        |        |
|  | Santos            | 0                 | 0                | 0                |   | Independiente | 0                | 1                | 1                |                  |                   |   |            |            |            |            |              |   |        |        |        |        |
|  |                   |                   |                  |                  |   | Independiente | 0                | 1                | 1                |                  |                   |   |            |            |            |            |              |   |        |        |        |        |
|  |                   | River Plate       | 0                | 3                | 3 |               |                  |                  |                  |                  |                   |   |            |            |            |            |              |   |        |        |        |        |
|  | Racing Club       | River Plate       | 0                | 3                | 3 | 0             | 0                | 0                |                  |                  |                   |   |            |            |            |            |              |   |        |        |        |        |
|  | Racing Club       |                   |                  |                  |   | 0             | 0                | 0                |                  |                  |                   |   |            |            |            |            |              |   |        |        |        |        |
|  | River Plate       | 0                 | 3                | 3                |   |               |                  |                  |                  |                  |                   |   |            |            |            |            |              |   |        |        |        |        |
|  | River Plate       | 0                 | 3                | 3                |   |               |                  |                  |                  |                  | River Plate (gfc) | 0 | 2          | 2          |            |            |              |   |        |        |        |        |
|  |                   |                   |                  |                  |   |               |                  |                  |                  |                  |                   | 0 | 2          | 2          |            |            |              |   |        |        |        |        |
|  |                   | Grêmio            | 1                | 1                | 2 |               |                  |                  |                  |                  |                   |   |            |            |            |            |              |   |        |        |        |        |
|  | Atl. Tucumán      | Grêmio            | 1                | 1                | 2 | 2             | 0                | 2                |                  |                  |                   |   |            |            |            |            |              |   |        |        |        |        |
|  | Atl. Tucumán      |                   |                  |                  |   | 2             | 0                | 2                |                  |                  |                   |   |            |            |            |            |              |   |        |        |        |        |
|  | Atlético Nacional | 0                 | 1                | 1                |   |               |                  |                  |                  |                  |                   |   |            |            |            |            |              |   |        |        |        |        |
|  | Atlético Nacional | 0                 | 1                | 1                |   | Atl. Tucumán  | 0                | 0                | 0                |                  |                   |   |            |            |            |            |              |   |        |        |        |        |
|  |                   |                   |                  |                  |   | Atl. Tucumán  | 0                | 0                | 0                |                  |                   |   |            |            |            |            |              |   |        |        |        |        |
|  |                   | Grêmio            | 2                | 4                | 6 |               |                  |                  |                  |                  |                   |   |            |            |            |            |              |   |        |        |        |        |
|  | Estudiantes (LP)  | Grêmio            | 2                | 4                | 6 | 2             | 1                | 3 (3)            |                  |                  |                   |   |            |            |            |            |              |   |        |        |        |        |
|  | Estudiantes (LP)  |                   |                  |                  |   | 2             | 1                | 3 (3)            |                  |                  |                   |   |            |            |            |            |              |   |        |        |        |        |
|  | Grêmio (dtr)      | 1                 | 2                | 3 (5)            |   |               |                  |                  |                  |                  |                   |   |            |            |            |            |              |   |        |        |        |        |

## Risultati

### Ottavi di finale
| Squadra 1        | Totale          | Squadra 2         | Andata | Ritorno |
| ---------------- | --------------- | ----------------- | ------ | ------- |
| Racing Club      | 0 - 3           | River Plate       | 0 - 0  | 0 - 3   |
| Colo-Colo        | 2 - 2 (gfc)     | Corinthians       | 1 - 0  | 1 - 2   |
| Flamengo         | 1 - 2           | Cruzeiro          | 0 - 2  | 1 - 0   |
| Estudiantes (LP) | 3 - 3 (3-5 dtr) | Grêmio            | 2 - 1  | 1 - 2   |
| Atl. Tucumán     | 2 - 1           | Atlético Nacional | 2 - 0  | 0 - 1   |
| Boca Juniors     | 6 - 2           | Libertad          | 2 - 0  | 4 - 2   |
| Cerro Porteño    | 1 - 2           | Palmeiras         | 0 - 2  | 1 - 0   |
| Independiente    | 3 - 0           | Santos            | 3 - 0  | 0 - 0   |

#### Andata
| Avellaneda 9 agosto 2018, ore 19:30 UTC-3 | Racing Club      | 0 – 0 referto | River Plate | Estadio Juan Domingo Perón (37 419 spett.)\| Arbitro: \| Anderson Daronco \| |
| Arbitro:                                  | Anderson Daronco |               |             |                                                                              |

| Avellaneda 21 agosto 2018, ore 21:45 UTC-3 | Independiente | 3 – 0 a tav. referto | Santos | Estadio Libertadores de América (45 683 spett.)\| Arbitro: \| Diego Haro \| |
| Arbitro:                                   | Diego Haro    |                      |        |                                                                             |

| Arbitro: | Andrés Cunha |

|                       |           |               |
| Apaolaza 9’ Campi 38’ | Marcatori | 44’ Kannemann |

| Arbitro: | Eber Aquino |

|                    |           |  |
| Díaz 7’ Acosta 71’ | Marcatori |  |

| Arbitro: | Wilmar Roldán |

|             |           |  |
| Carmona 38’ | Marcatori |  |

| Arbitro: | Fernando Rapallini |

|  |           |                |
|  | Marcatori | 47’, 71’ Borja |

| Arbitro: | Néstor Pitana |

|  |           |                                   |
|  | Marcatori | 9’ De Arrascaeta 78’ Thiago Neves |

| Arbitro: | Wilton Sampaio |

|                     |           |  |
| Ábila 7’ Zárate 43’ | Marcatori |  |

#### Ritorno
| Arbitro: | Mario Díaz de Vivar |

|                                   |           |  |
| Pratto 10’ Palacios 27’ Borré 80’ | Marcatori |  |

| San Paolo (Brasile) 28 agosto 2018, ore 19:30 UTC-3 | Santos         | 0 – 0 referto | Independiente | Estádio Pacaembú (33 642 spett.)\| Arbitro: \| Julio Bascuñán \| |
| Arbitro:                                            | Julio Bascuñán |               |               |                                                                  |

| Arbitro: | Eber Aquino |

|                                   |                      |                                   |
| Éverton 6’ Alisson 90+3’          | Marcatori            | 9’ Rodríguez                      |
| Maicon Éverton Jael Alisson André | Tiri di rigore 5 – 3 | Rodríguez Campi Noguera Lugüercio |

| Arbitro: | Roberto Tobar |

|            |           |  |
| Duarte 12’ | Marcatori |  |

| Arbitro: | Néstor Pitana |

|                             |           |             |
| Jádson 17’ (rig.) Roger 64’ | Marcatori | 32’ Barrios |

| Arbitro: | Germán Delfino |

|  |           |                |
|  | Marcatori | 56’ Arzamendia |

| Arbitro: | Andrés Cunha |

|  |           |                |
|  | Marcatori | 70’ Léo Duarte |

| Arbitro: | Wilmar Roldán |

|                         |           |                                                   |
| Cardozo 12’, 39’ (rig.) | Marcatori | 19’ Pavón 21’ Zárate 75’ Tevez 80’ (rig.) Cardona |

### Quarti di finale
| Squadra 1     | Totale | Squadra 2   | Andata | Ritorno |
| ------------- | ------ | ----------- | ------ | ------- |
| Colo-Colo     | 0 - 4  | Palmeiras   | 0 - 2  | 0 - 2   |
| Boca Juniors  | 3 - 1  | Cruzeiro    | 2 - 0  | 1 - 1   |
| Atl. Tucumán  | 0 - 6  | Grêmio      | 0 - 2  | 0 - 4   |
| Independiente | 1 - 3  | River Plate | 0 - 0  | 1 - 3   |

#### Andata
| Arbitro: | Wilmar Roldán |

|  |           |                         |
|  | Marcatori | 34’ Alisson 54’ Éverton |

| Avellaneda 19 settembre 2018, ore 19:30 UTC-3 | Independiente  | 0 – 0 referto | River Plate | Estadio Libertadores de América\| Arbitro: \| Wilton Sampaio \| |
| Arbitro:                                      | Wilton Sampaio |               |             |                                                                 |

| Arbitro: | Eber Aquino |

|                      |           |  |
| Zárate 35’ Pérez 81’ | Marcatori |  |

| Arbitro: | Andrés Cunha |

|  |           |                            |
|  | Marcatori | 3’ Bruno Henrique 78’ Dudu |

#### Ritorno
| Arbitro: | Anderson Daronco |

|                                   |           |            |
| Scocco 46’ Quintero 68’ Borré 84’ | Marcatori | 55’ Romero |

| Arbitro: | Roberto Tobar |

|                                                                 |           |  |
| Cícero 36’ Luan 44’ (rig.) Mercier 53’ (aut.) Jael 90+2’ (rig.) | Marcatori |  |

| Arbitro: | Wilmar Roldán |

|                           |           |  |
| Dudu 37’ Borja 53’ (rig.) | Marcatori |  |

| Arbitro: | Andrés Cunha |

|           |           |             |
| Sassá 58’ | Marcatori | 90+4’ Pavón |

### Semifinali
| Squadra 1    | Totale      | Squadra 2 | Andata | Ritorno |
| ------------ | ----------- | --------- | ------ | ------- |
| River Plate  | 2 - 2 (gfc) | Grêmio    | 0 - 1  | 2 - 1   |
| Boca Juniors | 4 - 2       | Palmeiras | 2 - 0  | 2 - 2   |

#### Andata
| Arbitro: | Víctor Carrillo |

|  |           |            |
|  | Marcatori | 61’ Michel |

| Arbitro: | Roberto Tobar |

|                    |           |  |
| Benedetto 83’, 87’ | Marcatori |  |

#### Ritorno
| Arbitro: | Andrés Cunha |

|               |           |                                 |
| Léo Gomes 35’ | Marcatori | 81’ Borré 90+4’ (rig.) Martínez |

| Arbitro: | Wilmar Roldán |

|                           |           |                         |
| Luan 52’ Gómez 60’ (rig.) | Marcatori | 17’ Ábila 69’ Benedetto |

### Finale
| Squadra 1    | Totale | Squadra 2   | Andata | Ritorno     |
| ------------ | ------ | ----------- | ------ | ----------- |
| Boca Juniors | 3 - 5  | River Plate | 2 - 2  | 1 - 3 (dts) |

#### Andata
| Arbitro: | Roberto Tobar |

|                         |           |                                  |
| Ábila 33’ Benedetto 45’ | Marcatori | 35’ Pratto 60’ (aut.) Izquierdoz |

#### Ritorno
| Arbitro: | Andrés Cunha |

|                                          |           |               |
| Pratto 68’ Quintero 109’ Martínez 120+2’ | Marcatori | 44’ Benedetto |